# La P'tite Arnaqueuse
Pour plus de détails, voir Fiche technique et Distribution.
La P'tite Arnaqueuse ou Suzie Frisettes au Québec (Curly Sue) est un film américain réalisé par John Hughes, sorti en 1991.

## Synopsis
Âgée de 8 ans, « Curly Sue » vit dans la rue avec son « tuteur », Bill Dancer. Celui-ci l'a formé depuis sa tendre enfance à l'art du vol à la tire et des arnaques en tout genre. Ainsi, quand ils rencontrent la jolie et riche avocate Grey Ellison, ils ne peuvent s'empêcher de tenter de l'arnaquer. Mais, contre toute attente, de nouveaux liens vont se créer.

## Fiche technique
- Titre français : La P'tite Arnaqueuse
- Titre québécois : Suzie Frisettes
- Titre original : Curly Sue
- Réalisation et scénario : John Hughes
- Musique : Georges Delerue
- Photographie : Jeffrey L. Kimball
- Montage : Peck Prior (de) et Harvey Rosenstock
- Production : John Hughes
- Sociétés de production : Hughes Entertainment & Warner Bros.
- Société de distribution : Warner Bros.
- Pays :  États-Unis
- Langue : anglais
- Format : Couleur - Dolby - 35 mm - 1.85:1
- Genre : comédie dramatique et romantique
- Durée : 101 minutes
- Date de sortie : 
  -  États-Unis : 25 octobre 1991
  -  France : 5 août 1992

## Distribution
- James Belushi (VF : Jacques Bouanich ; VQ : Jean-Luc Montminy) : Bill Dancer
- Kelly Lynch (VF : Anne Deleuze ; VQ : Claudie Verdant) : Grey Ellison
- John Getz (VF : Georges Claisse ; VQ : Hubert Gagnon) : Walker McCormick
- Alisan Porter (VF : Kelly Marot ; VQ : Émilie Durand) : Sue « la bouclée »
- Fred Dalton Thompson (VF : Jacques Deschamps ; VQ : Ronald France) : Bernard Oxbar
- Barbara Tarbuck (VF : Paule Emanuele ; VQ : Madeleine Arsenault) : Mme Arnold
- Gail Boggs (en) (VF : Marie-Christine Darah ; VQ : Johanne Léveillé) : Anise Hall
- Viveka Davis (en) : Trina
- Cameron Thor (en) (VF : Jean-Pierre Leroux) : le maitre d'hôtel
- Ralph Foody (en) (VF : Georges Atlas) : le vagabond
- Burke Byrnes (VF : Jean Lescot) : Dr Maxwell
- John Ashton (VF : Edmond Bernard ; VQ : Yves Massicotte) : Frank Arnold (non crédité)
- Edie McClurg (VF : Jeanine Forney) : la secrétaire
- Branscombe Richmond : Albert
- Steve Carell : Tesio

## Autour du film
- Il s'agit du dernier film en tant que réalisateur de John Hughes, qui s'est consacré après cela à l'écriture de scénario et à la production de films, jusqu'à son décès, le 6 août 2009.
- La P'tite Arnaqueuse marque les débuts au cinéma de Steve Carell, qui faisait partie à l'époque d'une troupe d'improvisation théâtrale, The Second City.
- Bill Murray était pressenti pour incarner Bill Dancer.
- La P'tite Arnaqueuse fut tourné du 14 novembre 1990 au 23 mars 1991[1] dans l'Illinois[2].